# 카임 페렐만

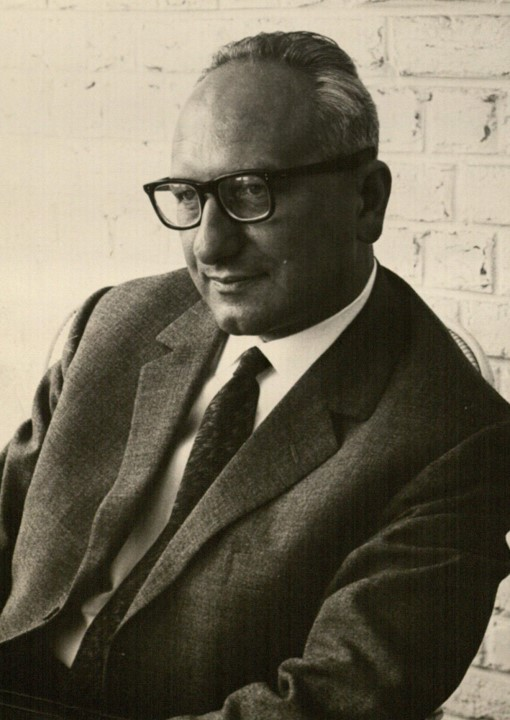

카임 페렐만(Chaïm Perelman. 1912년 5월 20일, 바르샤바 – 1984년 1월 22일, 브뤼셀)은 폴란드 태생 법철학자로, 그는 공부하고 가르쳤으며, 브뤼셀 에서 대부분의 삶을 살았다. 그는 20세기의 가장 중요한 논증 이론가 중 한 사람이었다.

## 일생
페렐만과 그의 가족은 1925년 바르샤바 에서 벨기에 앤트워프 로 이주했다. 그는 브뤼셀 자유 대학교에서 학부 과정을 시작했으며, 그곳에서 경력 기간 동안 남을 것이다. 1934년에 법학 박사 학위를 받았고, 철학자이자 수학자인 고틀로프 프레게에 관한 논문을 마친 후 1938년에 두 번째 박사 학위를 받았다. 같은 해에 페렐만은 브뤼셀의 철학 및 문학 학부의 강사로 임명되었다. 전쟁이 끝날 무렵 그는 그 대학 역사상 최연소 정교수가 되었다.
법과 철학에 대한 페렐만의 초기 연구는 논리실증주의의 영향 하에 수행되었다. 1944년에 그는 정의에 대한 경험주의적 연구를 완료하고 법의 적용은 항상 가치 판단을 수반하기 때문에 가치는 논리의 엄격함을 따를 수 없기 때문에 정의의 기초는 자의적이어야 한다고 결론지었다. 연구를 마친 후 페렐만은 가치 판단이 모든 실천적 추론과 의사 결정의 필수적인 부분을 구성하기 때문에 그 결론을 지지할 수 없으며 이러한 판단에 논리적 근거가 부족하다고 주장하는 것은 철학, 법, 정치 등의 합리적 기초를 부정하는 것이었다.
정의에 대한 경험주의적 연구의 결과로, 페렐만은 가치 판단에 대한 근거를 제공하는 철학에 찬성하여 실증주의를 거부했다. 1948년에 그는 Université Libre de Bruxelles에 다녔던 Lucie Olbrechts-Tyteca 를 만났고 결국 가치 판단 논리의 기초로 고대 수사학 을 확립할 프로젝트에 협력하기 시작했다.
1958년 페렐만과 Olbrechts-Tyteca는 비공식 추론에 대한 연구를 Traité de l'argumentation: la nouvelle rhétorique 로 출판했다. 프레지아의 관찰과 종합의 정신을 바탕으로 철학, 법학, 정치학, 윤리학, 저널리즘의 영역에서 광범위한 실제 주장을 분석했다. 그 결과 가치와 청중을 고려하고 논증의 출발점과 일반적인 기술을 설명하는 논증 이론이 탄생했다.
1962년에 페렐만은 Henry W. Johnstone 과 Robert Oliver에 의해 Pennsylvania State University의 저명한 방문 교수로 임명되었다. 특히 라누벨 수사학( la nouvelle rhetorique ) 출판 이전에 시작된 Johnstone과 페렐만의 협력은 결실을 맺었다. Johnstone은 영향력 있는 저널인 철학과 수사학( Philosophy and Rhetoric )을 창간했으며 페렐만은 미국에서 최고의 논증 이론가로 자리 잡았다.
수사학과 논증은 페렐만 철학의 핵심을 제공했지만 그의 퇴행적 접근은 또한 비형식 논증에 대한 그의 논문을 형성했다. 결론에서  인 페렐만과 Olbrechts-Tyteca는 철학에서 보편적인 절대적인 것에 반대하여 그들의 프로젝트는 "인간과 인간 집단이 다양한 강도로 모든 종류의 의견을 고수한다"는 것과 "이러한 신념이 항상 이기적인 것은 아님을 인정한다. 분명하고 명확하고 뚜렷한 아이디어를 거의 다루지 않는다." 이러한 신념과 생각을 지배하는 논리를 밝히기 위해 페렐만과 Olbrechts-Tyteca는 특정 상황과 특정 가치의 가변성을 설명하는 퇴행 철학에 의존한다. 페렐만은 New Rhetoric 의 향후 발전과 법과 정의에 관한 후속 저술에서 이와 동일한 접근 방식을 사용할 것이다.
페렐만과 Olbrechts-Tyteca는 1948년에 비형식 논증의 논리에 대한 연구를 시작했다. 수학 연구에 대한 프레게의 포괄적인 접근 방식에 따라 그들은 학문적, 전문적, 종교적, 대중적 영역에서 광범위한 저작물을 수집하여 이론을 고안하고 적용했다. 라틴계를 접하고 그리스-라틴 수사 전통을 "재발견"한 후, 프로젝트와 철학적 기반 모두 결정적인 형태를 갖추게 되었다. 페렐만은 비형식적 논증을 지배하는 이론적 근거가 수사학 이론의 원칙과 특히 청중과 가치에 대한 고려에서 도출될 수 있다고 가정했다. 이러한 고려 사항은 합의의 근거와 특정 항소의 가능성을 포함하여 논증의 특정 구조에 차례로 영향을 미쳤다. 페렐만의 분석은 또한 연구 과정에서 수집된 다양한 주장 그룹에 걸쳐 명백한 다양한 기술에 대한 개요를 생성했다.